# Habersham County
Habersham County is een county in de Amerikaanse staat Georgia.
De county heeft een landoppervlakte van 720 km² en telt 35.902 inwoners (volkstelling 2000). De hoofdplaats is Clarkesville.